# Динамо (футбольный клуб, Алма-Ата)
«Динамо» — советский футбольный клуб из Алма-Аты. Основан не позднее 1936 года. В 1954 году на базе алма-атинского «Динамо» основан клуб «Локомотив» Алма-Ата (будущий «Кайрат»).

## История
В 1936 году «Динамо» выиграло Кубок Казахской ССР, а в 1937 году — чемпионат КазССР. В том же 1937 году состоялось первое выступление казахстанского клуба в чемпионате СССР. «Динамо», выступая в группе «Города Востока», заняло в нем третье место.
В 1940-м «Динамо» стало первым в истории обладателем Кубка СССР среди коллективов физкультуры (2100 команд, представляющих 312 городов страны). В 1954 году на базе «Динамо» был создан клуб «Кайрат». Клуб был возрождён в 1993 году и в том же году, отыграв один сезон в чемпионате Казахстана, был расформирован.

## Достижения

#### Чемпионат КазССР
Чемпион — 4 раза (1937, 1938, 1946, 1954).
- 9-е место в классе «Б» — 2 раза (1950, 1952).
- 1/4 финала Кубка СССР (1945).
- Обладатель Кубка СССР среди КФК (1940).